# Juxtacrine
 (septembre 2020).
Si vous disposez d'ouvrages ou d'articles de référence ou si vous connaissez des sites web de qualité traitant du thème abordé ici, merci de compléter l'article en donnant les références utiles à sa vérifiabilité et en les liant à la section « Notes et références ».

Communication juxtacrine par voie de signalisation Notch entre cellules adjacentes.

En biologie cellulaire, la communication juxtacrine est un type de signalisation cellulaire entre cellules adjacentes impliquant des oligosaccharides, des lipides ou des protéines de la membrane cellulaire, et affectant la cellule émettrice ou certaines des cellules adjacentes.
Contrairement à d'autres modes de signalisation cellulaire, paracrine ou endocrine, la signalisation juxtacrine requiert l'établissement d'un contact physique entre les cellules impliquées dans cette communication. Elle a été observée dans le mode d'action du facteur de croissance, des cytokines et des chimiokines.
Il existe trois modes de signalisation juxtacrine :
- un ligand à la surface d'une cellule interagit avec un récepteur sur une cellule adjacente, comme c'est le cas dans la voie de signalisation Notch ;
- le ligand se trouve dans la matrice extracellulaire et est sécrété par une cellule pour interagir avec une autre cellule, le récepteur étant dans ce cas une intégrine ;
- le signal est transmis directement de cellule à cellule via une jonction communicante établissant une connexion entre les cytoplasmes des cellules adjacentes.